# Fernando Casas Alemán
Fernando Casas Alemán (Córdoba, 8 de julio de 1905-Ciudad de México, 30 de octubre de 1968) fue un político mexicano, miembro del Partido Revolucionario Institucional. Fue gobernador de Veracruz de 1939 a 1940 y jefe del Departamento del Distrito Federal de 1946 a 1952.

## Trayectoria política
Nació en Córdoba, Veracruz. Estudió Derecho en la Universidad Nacional Autónoma de México e inició su vida política en 1936 al lado de su primo Miguel Alemán Valdés como secretario general de Gobierno y ante su licencia para apoyar la campaña presidencial de Manuel Ávila Camacho. 

### Gobernador de Veracruz
Su labor como gobernador sustituto consistió en mantener el rumbo del estado en momentos trascendentales, pues un año antes el entonces presidente Lázaro Cárdenas había revertido la industria petrolera a la propiedad nacional mediante el decreto de expropiación, Miguel Alemán había conocido desde sus raíces dichos problemas ante la desaparición del terrateniente dueño de la Quinta «Rosa Blanca» en Poza Rica, Veracruz, pues estaba encima de los yacimientos petroleros.
Tomó posesión como gobernador sustituto el 6 de abril de 1939. Su labor al frente de la gubernatura fue meramente administrativa pero satisfactoria, ya que aportó los instrumentos legales para la instrucción académica y otorgó otro muy importante y de contenido social: La Ley del Inquilinato. Mediante el decreto de Facultades Extraordinarias otorgadas por la Asamblea General de la Legislatura Provincial a su Investidura, expidió las Leyes del Inquilinato 1 –ulterior a la de 1923–, la de Estudios Universitarios de la Veracruz y el decreto por el que el Instituto Nocturno de Orientación Cultural Obrero I.N.O.C.O. en el Puerto de Veracruz, funcionará en el mismo Inmueble de su Ilustre Instituto Veracruzano.

### Otros cargos
En la administración de Jorge Cerdán Lara ocupó la Subsecretaría de Gobierno; fue elegido senador en 1946; de la cual pidió licencia para ocupar la designación de su antiguo Jefe como Regente de la Ciudad de México hasta 1952 y posteriormente, fue nombrado Embajador de México en distintos países de Europa y Asia. Su amistad con el presidente Alemán le permitió aspirar la candidatura a la presidencia, pero este optó por el secretario de Gobernación Adolfo Ruiz Cortines.

## Fallecimiento
Falleció en la Ciudad de México el 30 de octubre de 1968 a los 63 años de edad.